# Moše Zmoira
Moše Zmoira (hebrejsky: משה זמורה, žil 25. října 1888 – 8. října 1961) byl izraelský právník a první předseda izraelského Nejvyššího soudu.

## Biografie
Narodil se v Königsbergu v Německém císařství (dnešní Rusko) ruským chasidským imigrantům Leiserovi a Perel Zmoirovým. V mládí studoval hebrejštinu a stal se sionistou. Jeho budoucí manželka Ester Horovitzová z Minska byla příbuznou někdejšího izraelského prezidenta Zalmana Šazara.
Jeho studium práv na Heidelberské univerzitě přerušila první světová válka, během níž bojoval v řadách německé císařské armády a byl zraněn během bojů. Po válce pořádal v Berlíně kurzy hebrejštiny a později získal doktorát z práva na univerzitě v Giessenu, kde získal rovněž titul magistra v oboru semitských jazyků.
V roce 1921 podnikl aliju do britské mandátní Palestiny, kde si společně se svým partnerem Pinchasem Rosenem, budoucím izraelským ministrem spravedlnosti, otevřel právní kancelář. Již v té době Zmoira sympatizoval se stranou Mapaj. Ve 20. letech mu bylo britskou mandátní správou nabídnuto působení na Jeruzalémské právnické škole, kde posléze přednášel. Mimo to působil jako právník odborové federace Histadrut. Jeho specializací bylo pracovní právo a stal se jedním z iniciátorů a tvůrců mandátního zákona, na jehož základě byla propuštěnému zaměstnanci vyplacena kompenzace.
Ve 30. letech byl jmenován prezidentem čestného soudu při Světové sionistické organizaci a prezidentem Asociace židovských právníků v Erec Jisra'el (země izraelská). Po vyhlášení izraelské nezávislosti v květnu 1948 byl jmenován předsedou izraelského Nejvyššího soudu. Izraelskou deklaraci nezávislosti nepovažoval za právně závazný dokument.
V roce 1954 opustil z důvodu nemoci post předsedy Nejvyššího soudu, kde jej nahradil Jicchak Olšan. O sedm let později, v roce 1961, zemřel v Jeruzalémě. V roce 1989 byla na jeho počest v Izraeli vydána poštovní známka. Jeho dcera Michal se provdala za soudce Nejvyššího soudu Chajima Kohena.